# Шишков, Николай Георгиевич
Шишков Николай Георгиевич (30 марта 1920, село Шарапово, Егорьевский уезд, Рязанская губерния (ныне в составе Шатурского района Московской области) – 29 августа 1999, Москва) – советский военный деятель. Герой Социалистического Труда (1982), генерал-полковник авиации (3.02.1984).

## Биография
Из крестьян. Русский. С 1930 года жил в Егорьевске. В 1937 году окончил среднюю школу и поступил в Московский государственный университет (механико-математический факультет). Перед началом Великой Отечественной войны окончил четвёртый курс университета.
С началом войны был мобилизован на строительство оборонительных рубежей под Москвой. В сентябре 1941 года призван в Красную Армию, с учётом его образования направлен на учёбу в Военно-воздушную инженерную академию имени Н. Е. Жуковского. С марта по июнь 1944 года находился в действующей армии на боевой стажировке. Выполнял обязанности механика самолёта, техника звена, старшего техника эскадрильи в 18-м гвардейском истребительном авиационном полку на Западном и 3-м Белорусском фронтах. В 1945 году окончил академию и сразу же был направлен на обучение на курсах по реактивной технике при этой же академии.
После их окончания, с ноября 1945 года служил старшим техником военной приемки на моторостроительном заводе № 26 (Уфа), с 1946 – старшим офицером в Управлении заказов и приемки моторов ВВС.  С 1947 года служил на моторостроительном заводе № 45 в Москве военным представителем (военпредом), с 1949 – заместителем старшего военпреда. В 1954 году окончил Высшие инженерные курсы по новой технике при Московском высшем техническом училище имени Н. Э. Баумана, по окончании назначен старшим военпредом на том же заводе.
В 1959 году переведён в Главный штаб ВВС и назначен заместителем начальника Управления заказов и приемки серийной техники. С 1961 года – начальник отдела в Управлении опытного строительства и серийных заказов авиационной техники ВВС. С 1965 года – генерал для особых поручений при Главнокомандующем ВВС. С 1968 года – заместитель председателя Научно-технического комитета ВВС. С 1973 года – заместитель начальника вооружения ВВС. С января 1983 года – начальник вооружения ВВС – заместитель Главнокомандующего ВВС по вооружению.
Внёс большой вклад в оснащение Военно-воздушных сил новыми типами авиационной техники. Был одним из тех, кто определял новый облик ВВС. Активно участвовал в работе по разработке заказов на проектирование новых видов авиационной техники, в государственных испытаниях новых образцов техники. Кроме того, активно работал в сфере разработки новых видов ракетной техники, особенно в устанавливаемой на боевых самолётах.
С августа 1989 года в отставке. Жил в Москве. 
Скончался 29 августа 1999 года. Похоронен на Монинском мемориальном военном кладбище Московской области.

## Воинские звания
- Техник-лейтенант (21.11.1942)
- Старший техник-лейтенант (31.02.1945)
- Инженер-капитан (11.10.1946)
- Инженер-майор (18.10.1950)
- Инженер-подполковник (5.11.1953)
- Инженер-полковник (12.12.1959)
- Генерал-майор инженерно-технической службы (16.06.1965)
- Генерал-майор-инженер (18.11.1971)
- Генерал-лейтенант-инженер (25.04.1975)
- Генерал-полковник авиации (3.02.1984)

## Награды
- 2 ордена Ленина (6.09.1978, 21.12.1982)
- Орден Отечественной войны 1-й степени (11.03.1985)
- Орден Трудового Красного Знамени (16.12.1972)
- 2 ордена Красной Звезды (30.12.1956, 22.07.1966)
- Медаль «За боевые заслуги» (19.11.1951)
- Медаль «За укрепление боевого содружества» (1980)
- Медаль «За безупречную службу» 1-й степени (1962)
- Юбилейные медали СССР
- Государственная премия СССР (1976)

иностранные награды
- Орден «9 сентября 1944 года» III степени с мечами (Болгария, 22.01.1985)
- Медаль «40 лет Победы над гитлеровским фашизмом» (Болгария, 16.05.1985)
- Медаль «Братство по оружию» (ГДР, 12.04.1985)
- Медаль «Братство по оружию» (Польша)
- Медаль «За боевое содружество» II степени (Венгрия, 20.06.1980)
- Медаль «Военная доблесть» (Румыния, 31.05.1985)
- Медаль «30-я годовщина Революционных Вооружённых сил Кубы» (Куба, 24.11.1986)
- Медаль «За укрепление дружбы по оружию» III степени (ЧССР, 29.08.1974)
- Медаль «40 лет освобождения Чехословакии Советской Армией» (ЧССР, 11.03.1985)
- Медаль «60 лет Вооружённым силам МНР» (Монголия, 29.12.1981)